# Villesèque-des-Corbières

Villesèque-des-Corbières este o comună în departamentul Aude din sudul Franței. În 1 ianuarie 2022 avea o populație de 379 de locuitori.